# Hemimastix kukwesjijk
Hemimastix kukwesjijk ist eine Art aus der Familie der Spironematellidae. Sie ist eine der wenigen Arten der Hemimastigophora, einer basalen Entwicklungslinie mit unklarer Stellung innerhalb der Eukaryoten und die erste beschriebene Art der Gruppe, von der Sequenzdaten der DNA vorliegen.

## Merkmale
Hemimastix kukwesjijk ist ein einzelliger Organismus von 16,5 bis 20,5 Mikrometer Länge. Er ist im Aufsicht etwas abgeflacht oval  mit einem etwas abgesetztem Capitulum genannten Abschnitt am Vorderende. Ein morphologisch abgrenzbarer Zellmund (Cytostom) ist nicht ausgebildet. Nahe dem Vorderende sind Extrusomen vorhanden. Der Zellleib ist eingeschlossen in zwei abgeflachte, dabei aber etwas spiralig in sich gedrehte steife Hüllelemente, solche Hüllen werden bei den Protisten Pellicula oder Theca genannt. Zwischen diesen Platten verbleibt eine furchenartige Einsenkung, in der jeweils eine Reihe von untereinander gleich langen Geißeln (oder Flagellen) sitzt. Bei der Art sind es pro Reihe 17 bis 19 Geißeln, von denen die vorderen 9 bis 10 dicht benachbart, die folgenden weiter voneinander entfernt, jeweils einzeln in einer kleinen Aussparung, sitzen. Die Geißeln sind in der Verwandtschaftsgruppe relativ steif und werden als Ganzes von der Basis her bewegt, sie ermöglichen dem Tier kaum, in freiem Wasser zu schwimmen, sondern dienen der Fortbewegung auf Bodenpartikeln und anderen Oberflächen. Die Geißeln sind im Zellleib mit einzelnen, auffallend kurzen Kinetiden verankert. Im Inneren der Zelle ist etwa in der Mitte (subzentral) ein großer Zellkern mit einem deutlichen Nucleolus erkennbar. Dahinter sitzt eine kontraktile Vakuole.
Hemimastix kukwesjijk unterscheidet sich von der 1988 erstbeschriebenen Hemimastix amphikineta, der einzigen anderen bekannten Art der Gattung, anhand der deutlich größeren Zellen mit mehr Flagellen pro Reihe.
Wie die verwandten Arten ist die Art in Kultur zu halten und vermehrt sich darin eine Weile durch einfache Zellteilung, sie ist aber nicht auf Dauer kultivierbar. Daten zum vollständigen Lebenszyklus liegen deshalb nicht vor.

## Phylogenie und Verwandtschaft
Die Gattung Hemimastix gehört zur von Franz Theodor Doflein im Jahr 1916 erstbeschriebenen Familie der Spironematellidae (Typusart Spironema multiciliatum Klebs, 1893). Die Familie umfasst drei Gattungen, neben Spironematella und  Hemimastix noch Stereonema mit nur einer Art. Es sind weniger als zehn Arten bekannt, fast alle nur einmal oder sehr selten gefunden, dies liegt aber vermutlich daran, dass bodenlebende Flagellaten weltweit nur von einer Handvoll Spezialisten untersucht werden.
Die Spiromenidae sind die einzige Familie der Hemimastigophora. Diese Gruppe wurde von Foissner und Blatterer, anhand morphologischer Merkmale im Range eines Stammes (Phylum) für die sehr ähnliche Art Hemimastix amphikineta im Jahr 1988 neu aufgestellt. Da die Art zwar mehrmals gefunden wurde, sich aber nicht dauerhaft kultivieren ließ, waren mit den damaligen Techniken keine DNA-Sequenzen zu gewinnen. Eine bessere Einordnung in das System anhand phylogenomischer Vergleiche, also anhand des Vergleichs homologer DNA-Sequenzen, war daher nicht möglich. Von Hemimastix kukwesjijk (und der parallel gefundenen, noch unbeschriebenen Art der Gattung Spironema, bisher als Spironema cf. multiciliatum bezeichnet) konnten nun anhand einer neu entwickelten Technik Sequenzproben gewonnen werden. Bei dieser, Einzelzell-Transkriptomik genannten Technik kann gezielt eine einzelne Zelle untersucht werden, so dass keine vorherige Vermehrung in Kultur erforderlich ist.
Bei der Untersuchung wurde die Verwandtschaft der Gattungen Spironematella und  Hemimastix, und ihre Einordnung in einer eigenständigen Entwicklungslinie Hemimastigophora, bestätigt. Die Untersuchung ergab für die Gruppe eine sehr basale Position, als Schwestergruppe der gesamten Klade der Diaphoretickes als wahrscheinlichste Position. Dieses Ergebnis ist allerdings noch recht unsicher, alternativ konnte eine Position innerhalb der Diaphoretickes, als Schwestergruppe zu einer Klade aus Sar und einigen kleineren Gruppen nicht ausgeschlossen werden. Eine Sequenz eines (unbekannten) Organismus, der nur durch Umwelt-DNA-Proben bekannt ist, zeigt an, dass es offensichtlich noch weitere, bisher unbekannte Vertreter geben muss. Die isolierte Stellung der Hemimastigophora, die durch diese Untersuchung nahegelegt wird, rückt diese in den Umkreis der Wurzel aller bekannten Eukaryoten, so dass sie für die Klärung der Frage, wie der Ur-Eukaryot organisiert war und ausgesehen hat, Bedeutung besitzt. Die Autoren vertreten daher die Ansicht, dass eine Einordnung als Phylum dieser besonderen Stellung nicht gerecht wird und fordern eine noch höherrangige Einstufung.

## Funde
Individuen der Art wurde von der Biologin Yana Eglit, Dalhousie University, 2016 aus einer Erdprobe am Bluff Wilderness Trail in der Provinz Nova Scotia, Kanada, entdeckt und ist bisher nur von dort bekannt. Von der Schwesterart Hemimastix amphikineta liegen hingegen bereits zahlreiche Funde von mehreren Kontinenten (Australien, Süd- und Mittelamerika, daneben Gough Island, Antartica und Hawaii) vor, die aber alle auf der Südhalbkugel liegen. Hemimastix kukwesjijk konnte in Kultur mit dem bodenlebenden Protisten Spumella (einem Verwandten von Ochromonas aus der Gruppe der Goldbraunen Algen ohne Plastiden, der sich hetereotroph von Bakterien ernährt) als Nahrungsbasis gehältert werden. Gemeinsam mit Hemimastix kukwesjijk wurde am Fundort eine, noch unbeschriebene, Spironema-Art entdeckt.
Der eigentümliche Artname wurde von einem Ausdruck in der Sprache der Mi’kmaq, auf deren Siedlungsgebiet die Art entdeckt wurde, abgeleitet. Ein Kukwes bezeichnet in ihrer mündlichen Tradition ein haariges, Oger-ähnliches Wesen. Der Name wurde aufgrund des durch die Flagellen haarig wirkenden Aussehens der Art gewählt.